# Ludwig Hohlwein

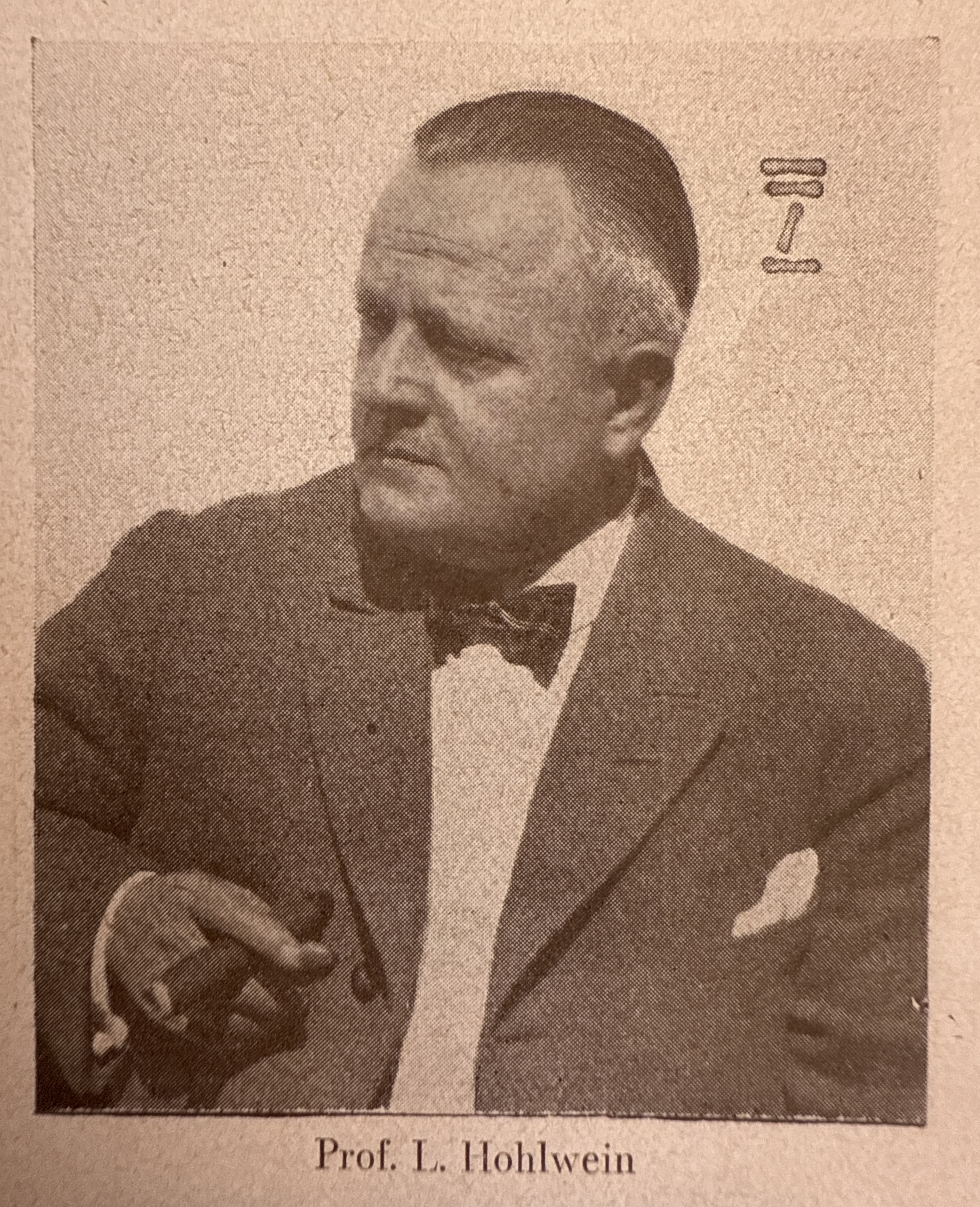
Foto von Ludwig Hohlwein - Gebrauchsgraphik international advertising art 1924

Ludwig Fritz Karl Emil Heinrich Hohlwein (* 26. Juli 1874 in Wiesbaden; † 14. September 1949 in Berchtesgaden) war ein deutscher Plakatkünstler, Grafiker, Architekt und Maler.
Er zählte neben Lucian Bernhard, Ernst Deutsch-Dryden, Hans Rudi Erdt und Julius Klinger zu den prominentesten und stilbildenden Vertretern der Reklamekunst. Auch schon vor Hitlers Machtergreifung arbeitete er für die NSDAP und prägte in der Zeit des Nationalsozialismus das visuelle Erscheinungsbild des Dritten Reiches.

## Leben und Werk

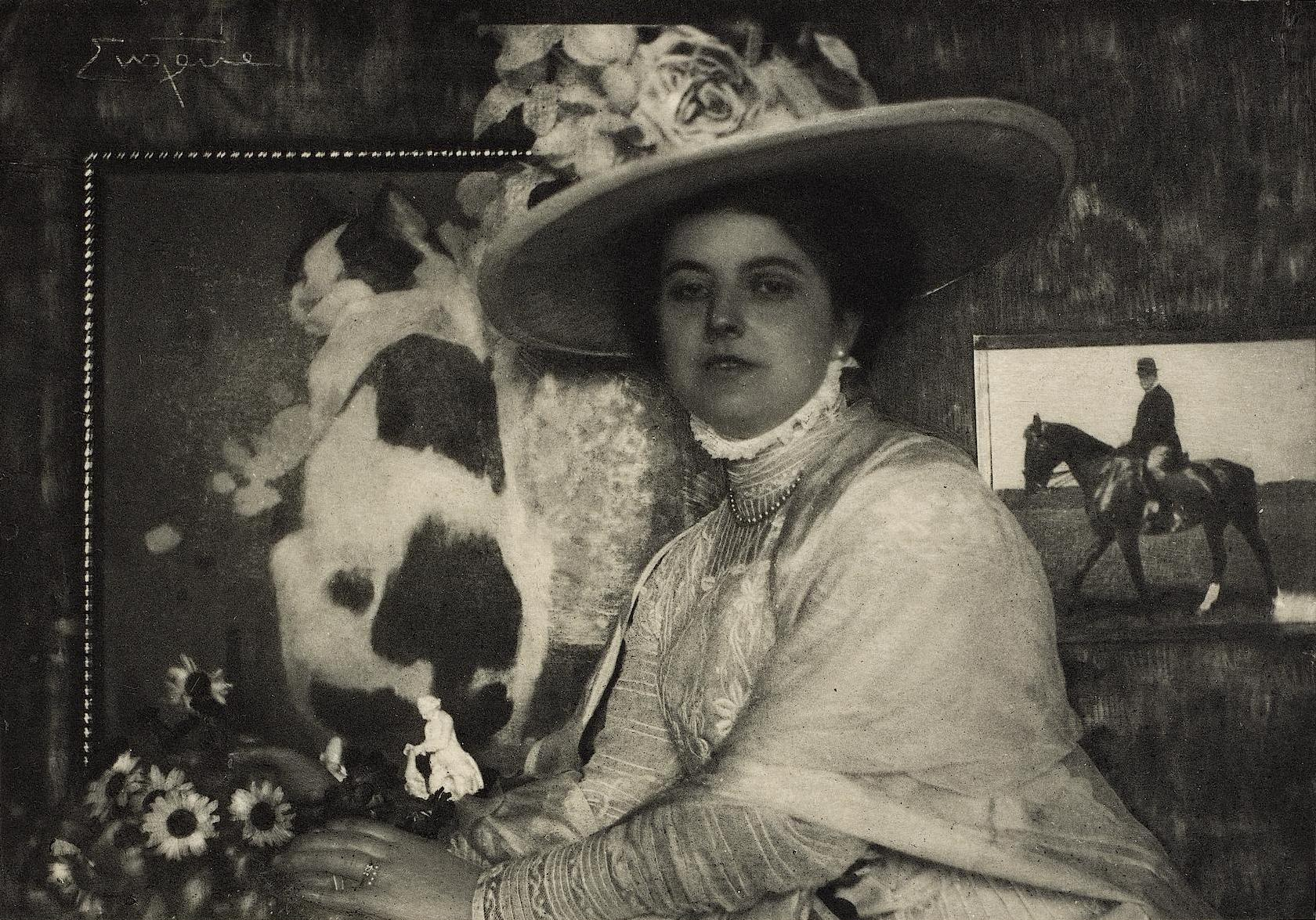
Léonie Hohlwein, geborene Dörr (1910)

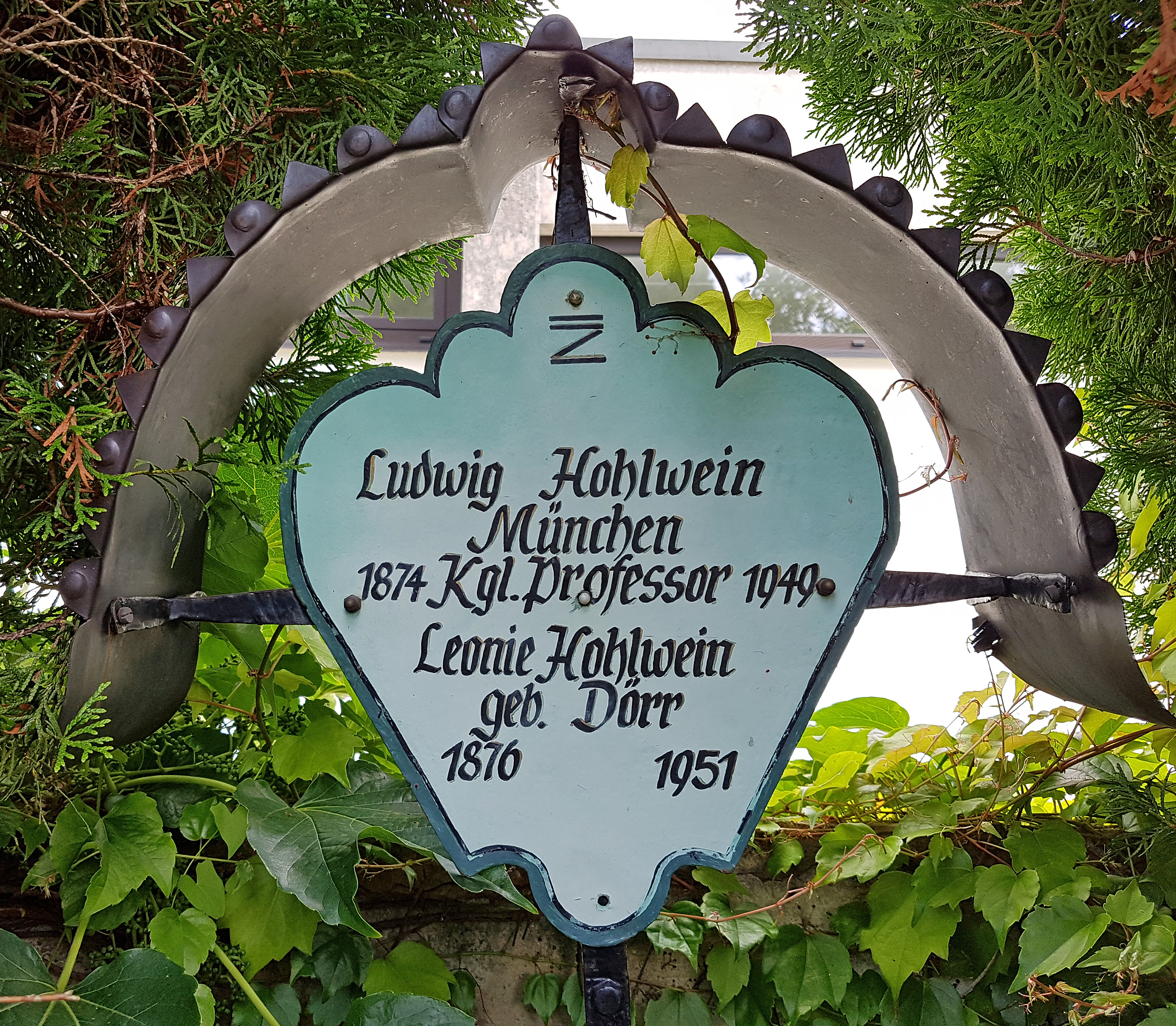
Grabkreuz von Ludwig und Léonie Hohlwein auf dem Alten Friedhof in Berchtesgaden

Ludwig Hohlwein wurde am 26. Juli 1874 als jüngster Sohn des Schlossermeisters und Herdfabrikanten Jakob Hohlwein (1833–1917) und dessen Ehefrau Hermine (geb. Plank, 1836–1887) in Wiesbaden geboren. Während seines Architekturstudiums an der Technischen Hochschule München fertigte er erste Illustrationen für die Zeitungen des Akademischen Architektenvereins. Nach dem Studium in München und Dresden sowie Studienreisen nach London und Paris ließ er sich in München als Architekt nieder. Er entwarf neben Inneneinrichtungen von Privathäusern auch Aufträge zur Ausstattung des Grand Hotel Continental (München) und für Ozeandampfer. Am 18. Mai 1901 heiratete er in Wiesbaden Léonie Jeannette Dörr (* 1876). Aus der Ehe gingen zwei Kinder hervor. Ab 1904 stellte Hohlwein regelmäßig Graphiken, Aquarelle und Temperagemälde im Münchner Glaspalast aus.
Im Jahr 1905 nahm Hohlwein mit Tierbildern an der Großen Berliner Kunstausstellung teil. Im gleichen Jahr war er 3. Preisträger im Preisausschreiben um Reklameentwürfe für die Gemeinschaftswerbung des Schokoladefabrikanten Ludwig Stollwerck und des Sektherstellers Otto Henkell. Weitere Preisträger waren die Künstler Eugen Kirchner, Julius Diez, Friedrich Stahl, Albert Klinger, Fritz Klee, Bernhard Halbreiter, Elli Hirsch, Anton Kerschbaumer, Johann Baptist Maier, Georg v. Kürthy, Fritz Helmuth Ehmcke, Paul Leuteritz, Otto Kleinschmidt, Ulrich Hübner, Anton Hoffmann, Otto Ludwig Naegele, Peter Würth, Ernst Oppler, A. Altschul, Ant. Jos. Pepins und August Geigenberger. Später entwarf er Plakate für Jagdausstellungen.
1931 lehnte Hohlwein das Angebot ab, in die Vereinigten Staaten zu emigrieren. Zum 1. Mai 1933 trat er der NSDAP bei (Mitgliedsnummer 2.945.937), für die er bereits vor der Machtergreifung zahlreiche Arbeiten angefertigt hatte. Während der Zeit des Nationalsozialismus prägte Hohlwein ähnlich dem Fotografen Heinrich Hoffmann das visuelle Erscheinungsbild des Dritten Reiches, etwa durch seine Werke für die Olympischen Spiele 1936. Nach einem seiner Plakate wurde 1937 im Deutschen Reich eine Briefmarke zum Thema „Luftschutz“ gedruckt, 1942 gestaltete er eine Briefmarke anlässlich des Reitsportwettbewerbs um das „Blaue Band“. Außer 1943 war  Hohlwein von 1937 bis 1944 auf allen Großen Deutschen Kunstausstellungen in München vertreten, wobei Hitler, Goebbels, Göring und Adolf Wagner Bilder erwarben. Hohlwein stand 1944 in der Gottbegnadeten-Liste des Reichsministeriums für Volksaufklärung und Propaganda.
Im Zuge der Entnazifizierung erhielt Hohlwein, als Vorteilsnehmer des Regimes politisch belastet, bis Februar 1946 Berufsverbot. Danach nahm er bis zu seinem Tode die Arbeit als Gebrauchsgrafiker in einem kleinen Atelier in Berchtesgaden wieder auf.
Ludwig Hohlwein starb am 14. September 1949 im Alter von 75 Jahren im Kreiskrankenhaus Berchtesgaden. Seine Grabstätte ist auf dem Alten Friedhof in Berchtesgaden.

## Stil
Parallel zu dem sogenannten Sachplakat entwickelte Hohlwein seinen eigenen, leicht wiedererkennbaren, typischen Stil. Die Themen Tier, Jagd, Technik und Landschaft dominieren seine Plakate. Hohlwein baute immer wieder dramatisch auf wirkungsvollen Hell-Dunkel- und Vordergrund-Hintergrund-Kontrasten auf. Das Objekt wird auf farbige Flächen und Punkte reduziert. Erst durch die Darstellung der gesamten Grundfläche erhält der Körper wieder seine Gestalt. Der Doornkaat-Zecher ist ein gutes Beispiel für diese Technik. Hohlweins Plakate sind bei vielen seiner Auftraggeber auch heute noch nahezu unverändert in Gebrauch und gehören zu den Klassikern deutscher Werbung.

## Beispielhafte Darstellung des künstlerischen Werkes
Insbesondere in Süddeutschland sind Hohlweins Werke im täglichen Leben anzutreffen. Das 1935 entstandene Bild eines Franziskanermönches ist noch heute Hauptwerbeträger der Franziskaner-Brauerei. 1980 wurde die Grafik minimal verändert: Um den Mönch freundlicher aussehen zu lassen, zog man ihm die Mundwinkel nach oben. 1907 schuf Hohlwein eine Zeichnung für die Bierbrauerei Salmenbräu in Rheinfelden.
Für den Münchner Tierpark Hellabrunn fertigte Hohlwein mehrere Plakate, unter anderem einen sitzenden Leoparden, hinter dem ein schwarzer Panther mit grünen Augen schleicht. Das Plakat des Tierparks existiert in dieser Form bereits seit 1912 und wird in regelmäßigen Abständen vom Zoo als Werbemittel wieder aufgelegt.
Schon 1924 soll sein künstlerisches Schaffen 3.000 Titel umfasst haben, die aber bis heute nicht in ihrer Gesamtheit erfasst sind. Zu seinen Auftraggebern gehörten zahlreiche bedeutende Unternehmen der deutschen Wirtschaft. So fertigte er unter anderem für Audi, Bahlsen, BMW, Daimler-Benz, Erdal, Ernemann, Görtz Schuhe, Kaffee Hag, Kulmbacher, Leitz, Lufthansa, Märklin, M.A.N., Pelikan, Henkel („Persil“), Pfaff, Reemtsma, Sulima, Zeiss (Jena). Sehr bekannt ist auch sein Plakat zur Weltausstellung in Brüssel (1910).

## Plakate (Auswahl)

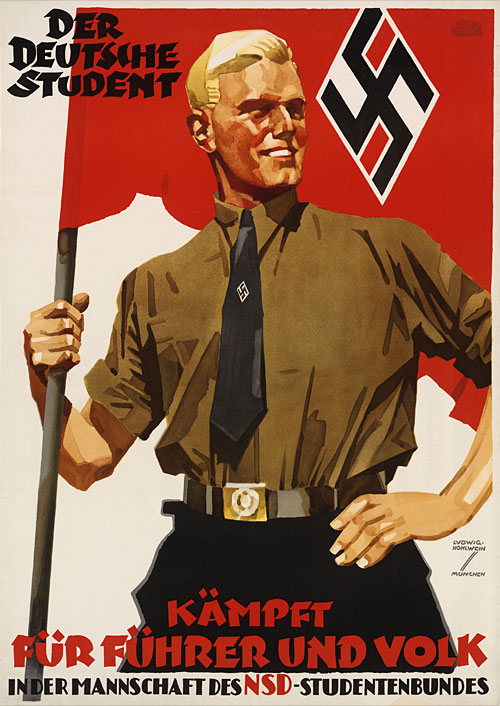
Plakat für den NSD-Studentenbund

- Confection Kehl P.K.Z., Zürich, 1908[8]
- Lotterie der Ausstellung München, 1908[9]
- Richard Strauss Woche, München, 1910[10]
- Bulgaren-Held, Zigarettenfabrik Menes Wiesbaden, 1916[11]
- Internationale Einfuhr-Messe, Frankfurter Messegesellschaft, Frankfurt am Main 1919
- LEW – Lech Elektrizitäts Werke AG Augsburg, ca. 1920
- Der Stahlhelm, Reichsfrontsoldatentag, 1929
- Arbeit – Brot – Drum Liste 1, Reichstagswahl 1932[12]
- Bund Deutscher Mädel in der Hitler Jugend, 1933[13]
- NSV, Volksgesundheit, Volksgemeinschaft, Kinderschutz, Mutterschutz, Bettelbekämpfung, Wandererfürsorge, 1933
- Opfern zum Kampf gegen Hunger und Kälte, Winterhilfswerk des Deutschen Volkes, 1933
- Nicht Spenden – Opfern, Winterhilfswerk, 1933
- Münchener Festsommer, 1935
- Nacht der Amazonen, das große Parkfest der Stadt München im Nymphenburger Schlosspark, 1936
- Das Pferd in der Kunst, Ausstellung im Königsbau der Residenz München, 1936
- Die Straßen Adolf Hitlers in der Kunst, München, 1936

Einer der frühesten Entwürfe von Hohlwein: Walhalla-Theater Wiesbaden, Werbepostkarte (1900)
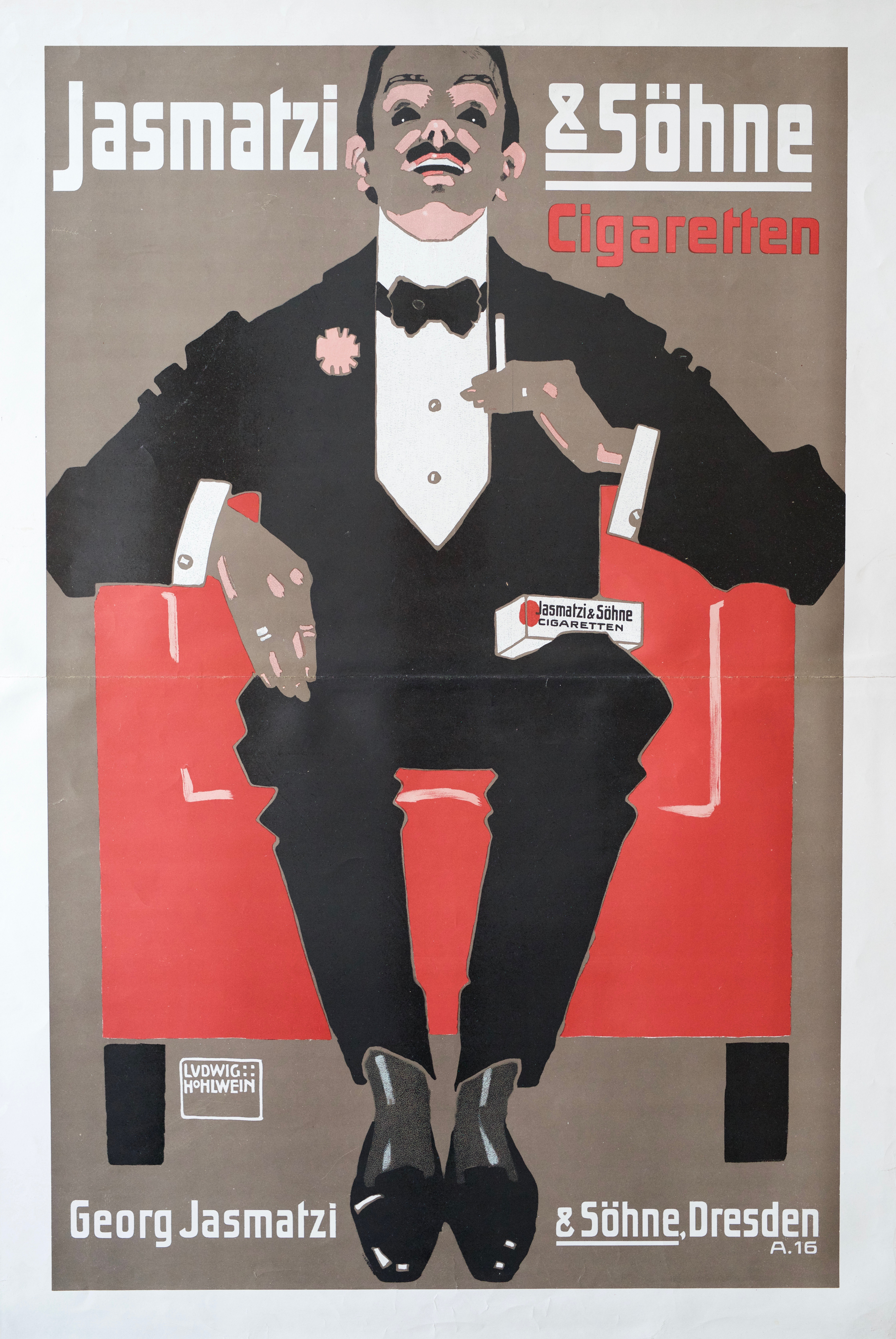
Plakat für die Zigarettenfabrik Jasmatzi (1908)
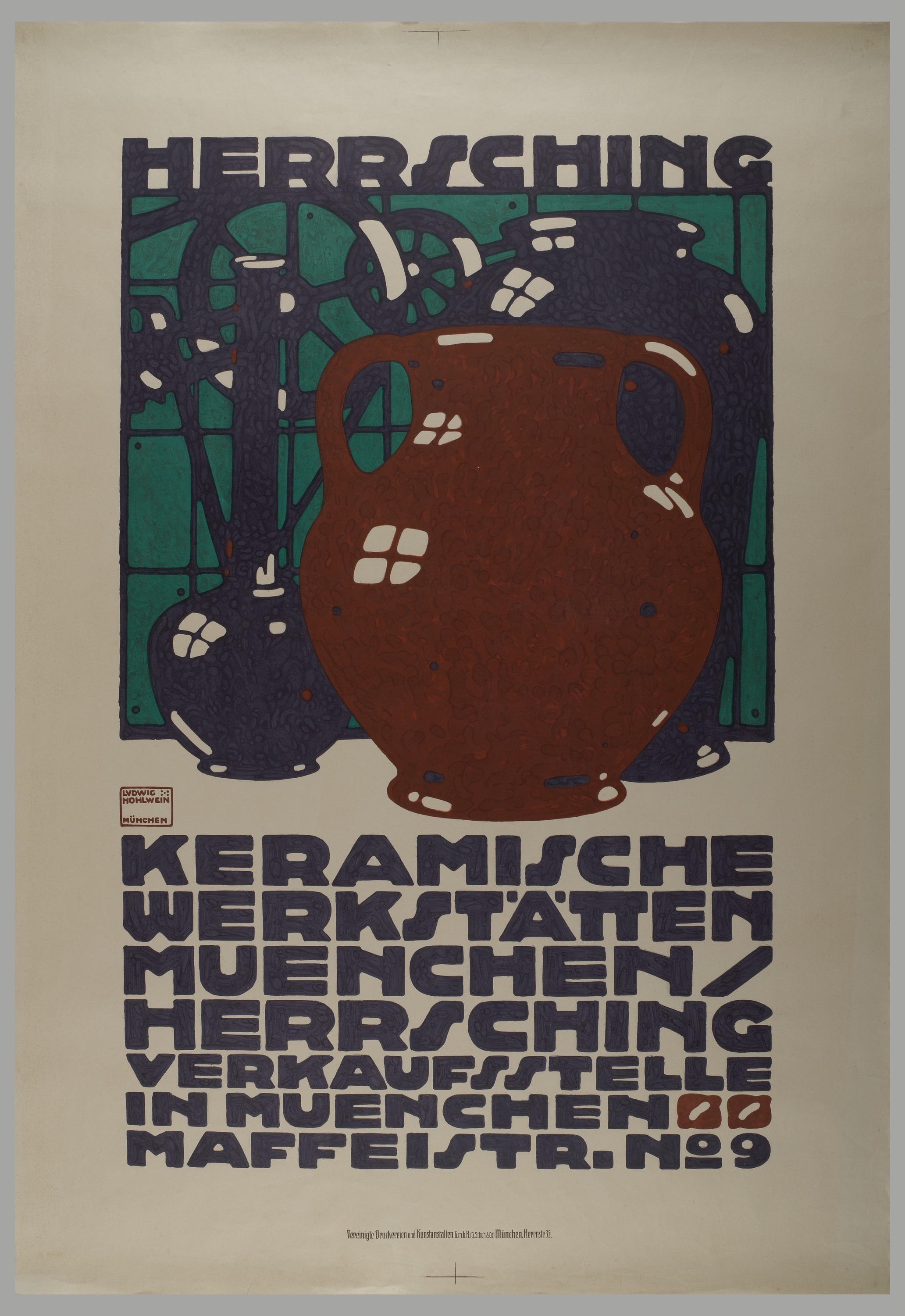
Herrsching Keramische Werkstätten (1910)
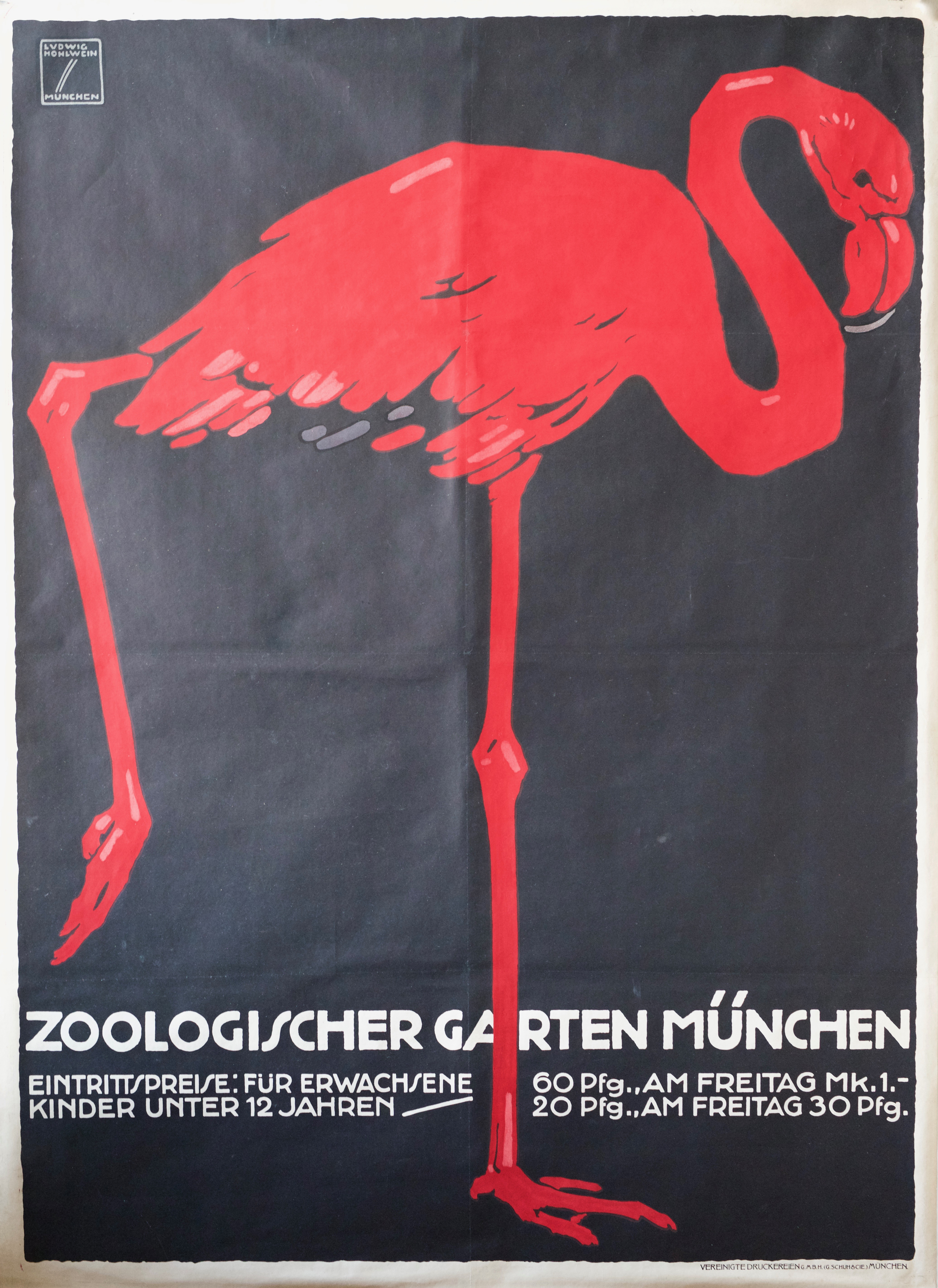
Plakat für den Münchner Tierpark Hellabrunn (1912)
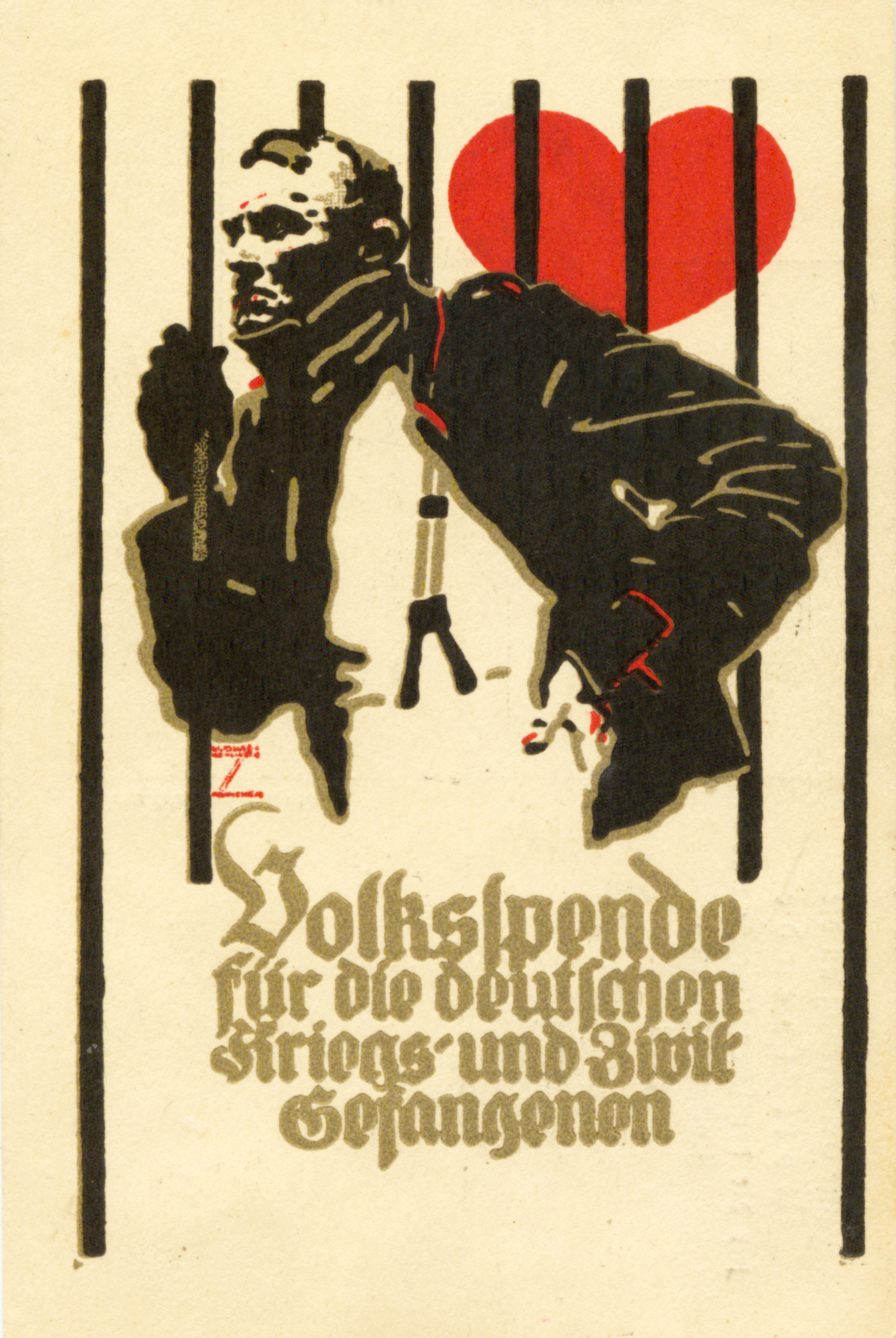
Werbepostkarte für die „Volksspende für die deutschen Kriegs- und Zivilgefangenen“ (1916)
Plakat für das Strumpfhaus Poulet in Wiesbaden (vor 1924)
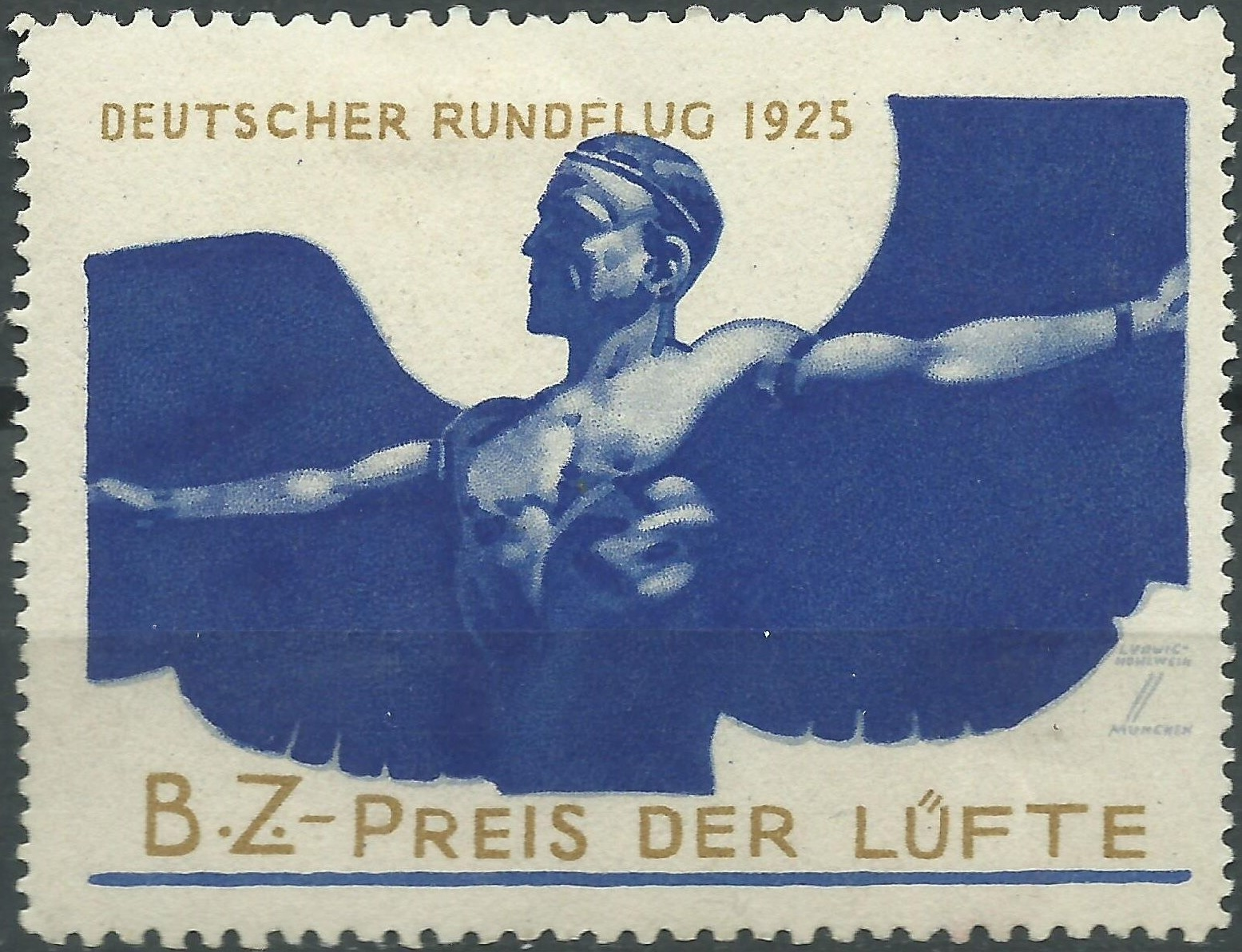
Reklamemarke zum Deutschen Rundflug, B.Z.-Preis der Lüfte (1925),